# Kanton Saint-Agnant
Saint-Agnant is een voormalig kanton van het Franse departement Charente-Maritime. Het kanton maakte deel uit van het arrondissement Rochefort. Het werd opgeheven bij decreet van 27 februari 2014, met uitwerking op 22 maart 2015.

## Gemeenten
Het kanton Saint-Agnant omvatte de volgende gemeenten:
- Beaugeay
- Champagne
- Échillais
- La Gripperie-Saint-Symphorien
- Moëze
- Port-des-Barques
- Saint-Agnant (hoofdplaats)
- Saint-Froult
- Saint-Jean-d'Angle
- Saint-Nazaire-sur-Charente
- Soubise